# Gan Gan
Gan Gan är en ort i Argentina.   Den ligger i provinsen Chubut, i den södra delen av landet, 1 200 km sydväst om huvudstaden Buenos Aires. Gan Gan ligger 912 meter över havet och antalet invånare är 661. Den ligger vid sjön Laguna Gan Gan.
Terrängen runt Gan Gan är platt åt sydväst, men åt nordost är den kuperad. Trakten runt Gan Gan är nära nog obefolkad, med mindre än två invånare per kvadratkilometer..
Omgivningarna runt Gan Gan är i huvudsak ett öppet busklandskap.